# Jim Marrs

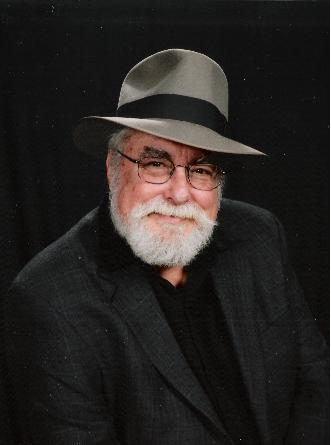
Jim Marrs (2010)

Jim Marrs (* 5. Dezember 1943 in Fort Worth, Texas; † 2. August 2017) war ein amerikanischer Autor verschwörungstheoretischer Bücher.

## Leben und Werk
Marrs beendete 1966 ein Journalismus-Studium an der University of North Texas mit dem Bachelor-Examen und arbeitete anschließend für mehrere texanische Zeitungen. Seit 1980 war er freier Autor.
Sein Buch Crossfire war eine der Quellen für Oliver Stones Film JFK – Tatort Dallas, der die Rechte daran erwarb. Hierin argumentiert Marrs, dass hinter dem Attentat auf John F. Kennedy nicht der Einzeltäter Lee Harvey Oswald gestanden habe, sondern eine gewaltige Verschwörung, an der unter anderem das FBI, die CIA, Exilkubaner, die Streitkräfte der Vereinigten Staaten, Lyndon B. Johnson, texanische Ölindustrielle sowie die Mafia beteiligt gewesen seien. Als Argument listet Marrs 103 Todesfälle von Menschen auf, die auf die eine oder andere Weise mit dem Attentat in Verbindung gestanden hätten. Der Vertreter der Einzeltätertheorie Gerald Posner stellt dem die Zahl von mehr als 10.000 Menschen gegenüber, die von der Warren-Kommission oder anderen Untersuchungsausschüssen zum Kennedy-Mord betroffen waren und überlebten. Der amerikanische Politikwissenschaftler John McAdams kritisiert, dass Marrs hier in einem Zirkelschluss argumentiere: Die Todesliste solle beweisen, dass es eine Verschwörung gegeben habe, doch das Kriterium, um auf diese Liste zu kommen, sei die Teilnahme an ebendieser Verschwörung, deren Existenz sie doch erst belegen solle. Der britische Literaturwissenschaftler Peter Knight bezeichnet Marrs' Buch in seiner Diskursgeschichte zum Kennedy-Attentat als „eine populärwissenschaftliche, sensationsheischende Wundertüte der Verschwörungsforschung“.
Außerdem veröffentlichte Marrs Bücher zu Ufologie und Prä-Astronautik, der „neuen Weltordnung“ und zu Verschwörungstheorien zum 11. September 2001. In seinem Werk Rule by secrecy aus dem Jahr 2000 vertrat er die Ansicht, dass die Protokolle der Weisen von Zion, ein Basistext des weltweiten Antisemitismus, obwohl sie eine Geschichtsfälschung des zaristischen Geheimdienstes seien, dennoch eine „tiefere Verschwörung“ offenbaren würden, nämlich die der Illuminaten und der Hochgradfreimaurerei. Das letzte Geheimnis hinter der angeblichen Weltherrschaft dieser Geheimgesellschaften liege darin, dass Außerirdische an der Erschaffung der Menschheit mitgewirkt hätten.
Marrs war Mitglied der Scholars for 9/11 Truth. Im deutschen Sprachraum werden Übersetzungen seiner Bücher vom Kopp-Verlag vertrieben. Jim Marrs starb am 2. August 2017 im Alter von 73 Jahren an einem Herzinfarkt.

## Deutschsprachige Publikationen
- Heimliche Herrscher. Wie verborgene Mächte das Schicksal der Menschheit bestimmen. Kopp, Rottenburg 2007, ISBN 978-3-938516-41-6
- Der Aufstieg des Vierten Reiches. Geheime Gesellschaften übernehmen die Macht in den USA. Kopp, Rottenburg 2009, ISBN 978-3-938516-98-0
- Die Billionen-Dollar-Verschwörung. Auf dem Weg zur Neuen Weltordnung. Kopp, Rottenburg 2011, ISBN 978-3-942016-65-0
- Die geheime Geschichte der Menschheit. Wie Wesen von fremden Sternen unsere Geschicke bestimmen. Kopp, Rottenburg 2015, ISBN 978-3-86445-263-5